# 후지노 고스모
후지노 고스모(일본어: 藤野 心魂, 2005년 6월 7일~)는 일본의 축구 선수이다.

## 구단 경력
그는 2022년 J3리그의 SC 사가미하라에서 뛰었다.